# Statistiska tabellkommissionen
Statistiska tabellkommissionen inrättades 1756 som Tabellkommissionen och hade till syfte att förvalta Tabellverket och dess databehandling. Tabellkommissionen ersattes av Statistiska beredningen 1856 vars syfte var rådgivande och koordinerande för den officiella statistiken i Sverige. Samtidigt som omorganiseringen av Tabellkommissionen till Statistiska beredningen inrättades Kungliga Statistiska centralbyrån. År 1886 ombildades Statistiska beredningen till Statistiska tabellkommissionen vars verksamhet formellt upphörde 1948.